# Bittacus pieli
Bittacus pieli är en näbbsländeart som beskrevs av Navás 1935. Bittacus pieli ingår i släktet Bittacus och familjen styltsländor. Inga underarter finns listade i Catalogue of Life.